# Hemidactylus mindiae
Espèce
Statut de conservation UICN

 LC  : Préoccupation mineure
Hemidactylus mindiae est une espèce de geckos de la famille des Gekkonidae.

## Répartition
Cette espèce se rencontre au Sinaï en Égypte et en Jordanie.

## Description
C'est un gecko terrestre des zones rocheuses des zones rurales et urbaines.
Il est menacé par la disparition de son habitat naturel.

## Étymologie
Cette espèce est nommée en l'honneur de l'ornithologiste Mindy Baha El Din (1958-).

## Publication originale
- (en) Baha El Din, 2005 : An overview of Egyptian species of Hemidactylus (Gekkonidae), with the description of a new species from the high mountains of South Sinai. Zoology in the Middle East, vol. 34, p. 11-26.